# Charles Comyns Tucker
Charles Comyns Tucker, né en 1843 et mort en 1922, est un alpiniste et explorateur britannique. 

## Biographie
Il réalise sa première expédition importante dans le Caucase, sur le mont Elbrouz, en compagnie d'Adolphus Warburton Moore et Douglas Freshfield en 1868. Les trois hommes sont les premiers alpinistes européens à atteindre le sommet oriental (5 621 m), légèrement moins élevé que le sommet occidental (5 642 m), dont la première ascension avait eu lieu en 1829 par une expédition locale.
Le 1er juillet 1868, il réalise la première ascension du mont Kazbek (5 047 m),  avec Douglas William Freshfield, Adolphus Warburton Moore et le guide chamoniard François Devouassoud.
Il grimpe également  dans les Alpes, et en particulier dans les Dolomites, réalisant notamment des premières ascensions : le 31 août 1872 au Catinaccio d'Antermoia avec T.H. Carson et le guide Luigi Bernard et le 31 août 1874, à la Cima Catinaccio avec T.H. Carson et le guide chamoniard François Devouassoud. Le 4 septembre 1875, il réalise l’ascension du Sass Maor (2 812 m), dans le Pale di San Martino, en compagnie de H.A. Beachcroft, F. Devouassoud et du guide local B. Della Santa. Le 23 juin 1878, avec D. W. Freshfield, il réalise la première ascension de la cima di Vezzana (3 192), le point culminant du groupe des Pale di San Martino.